# Igreja de Santo Antônio (São Paulo)
A Igreja Santo Antônio é um templo católico localizado no centro da cidade de São Paulo (Brasil), na Praça do Patriarca, próximo ao Viaduto do Chá. A Igreja é um patrimônio histórico do estado, além de também ser considerada a mais antiga igreja remanescente da cidade,  fundada nas últimas décadas do século XVI - conforme atestam os primeiros registros documentais da sua existência, datados de 1592. No século XVII, abrigou a Ordem dos Franciscanos, e no século XVIII esteve subordinada à Irmandade de Nossa Senhora do Rosário dos Homens Brancos. Sofreu diversas reformas e intervenções ao longo dos últimos quatro séculos, sobretudo em sua fachada, reinaugurada em estilo eclético em 1919.
O interior da Igreja de Santo Antônio conserva importantes testemunhos da arte produzida em São Paulo no período colonial. Durante a restauração levada a cabo em 2005, descobriu-se no forro do altar-mor pinturas murais seiscentistas de alta qualidade técnica e artística, as mais antigas de que se tem notícia em São Paulo. Também o altar principal, executado em 1780, é um belo exemplar da talha barroca. A igreja é tombada pelo poder público estadual (Condephaat) desde 1970, em virtude de sua importância histórica, artística e arquitetônica.

## Histórico
A Igreja de Santo Antônio é considerada a mais antiga dentre as igrejas remanescentes de São Paulo. Sua data de fundação, no entanto, é incerta. A mais remota referência ao templo comparece no testamento de Afonso Sardinha, datado de novembro de 1592, em que o bandeirante lega a quantia de dois cruzados para a "ermida de Santo Antonio", o que leva a supor que sua construção é anterior a essa data. Tratava-se então de uma pequena capela, erguida por fiéis anônimos, ao término da rua hoje conhecida como Direita.

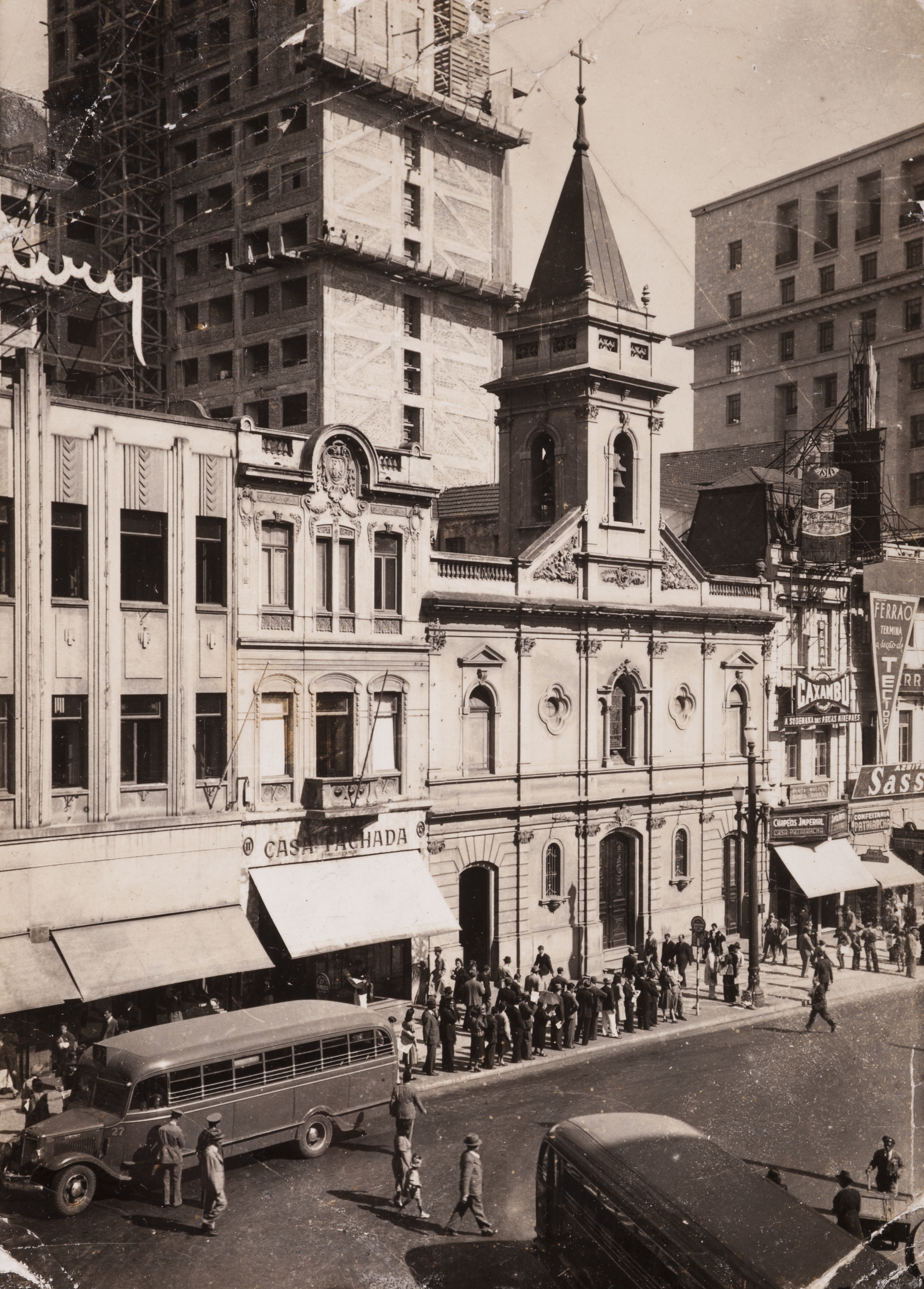
Praça do Patriarca, em fotografia de Werner Haberkorn

As informações sobre a capela de Santo Antônio só se tornariam mais precisas a partir de 1638. Nesse ano, a ermida passa por sua primeira reforma. No ano seguinte, chegam a São Paulo os primeiros frades da Ordem dos Franciscanos, vindos do Rio de Janeiro, e instalam-se na ermida, incumbindo-se de suas tarefas. Mesmo após a construção do convento da ordem, erguido no Largo São Francisco entre 1642 e 1647, os franciscanos continuam a zelar pela capela e a mantê-la em funcionamento.
Em 1717, a capela passa por nova e grande reforma para ampliar suas instalações, empreendida pelo primeiro bispo de São Paulo, Dom Bernardo Rodrigues Nogueira, com a ajuda dos devotos. Em função do aumento do edifício, praticamente reconstruído, a ermida é elevada à categoria de igreja nesse mesmo ano. Uma terceira reforma seria levada a cabo em 1747. Em 1774, é fundada a Irmandade de Nossa Senhora do Rosário dos Homens Brancos, que assume a administração do templo e o transforma em sua sede. Menos conhecida e muito menos influente no período colonial do que a Irmandade dos Homens Pretos, a confraria seria responsável por outras modificações que alterariam profundamente as feições da fachada da igreja.[carece de fontes?]

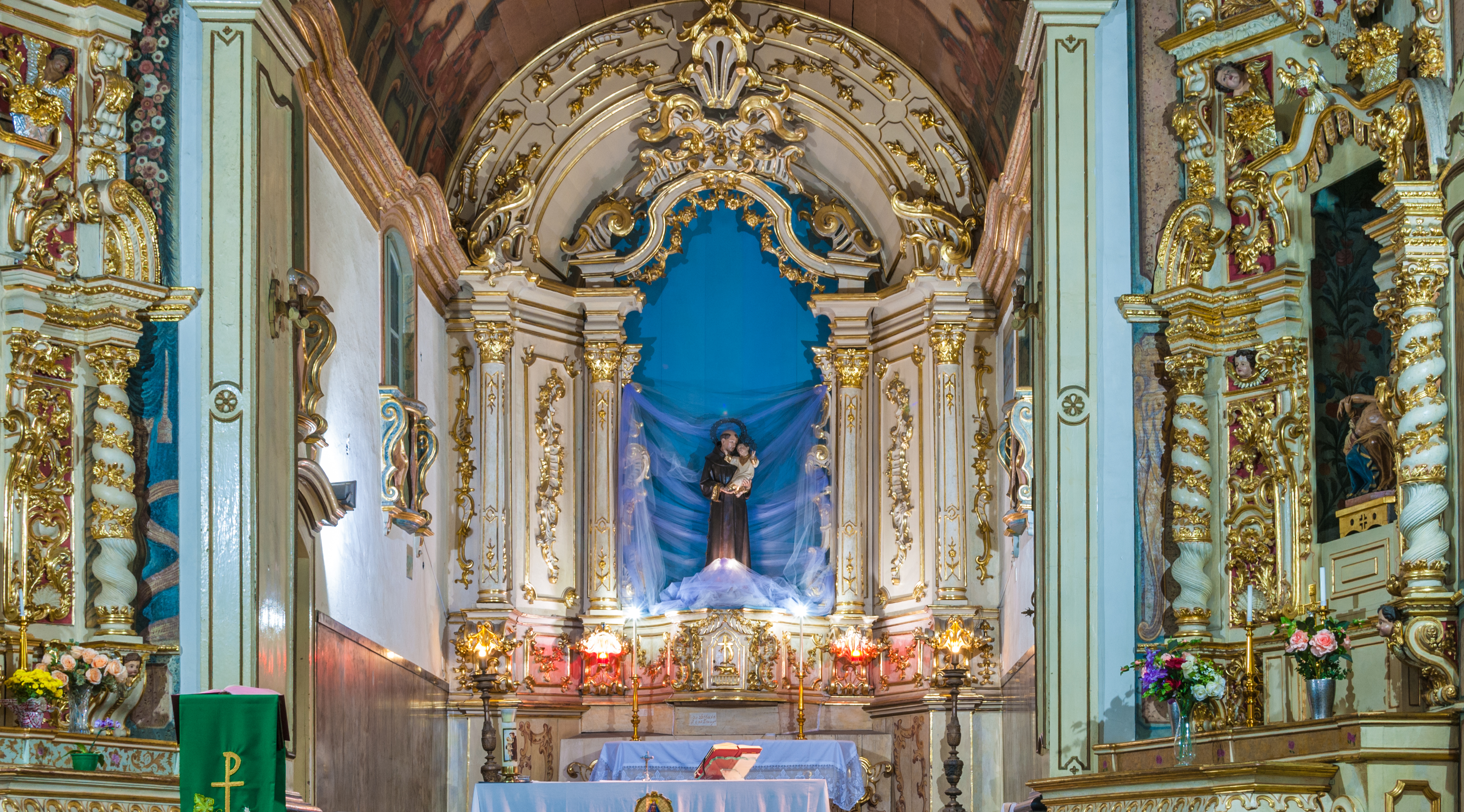
Altar mor da Igreja de Santo Antônio

Em 1891, um incêndio ocorrido em um edifício vizinho danificou e consumiu parte da igreja. No final da mesma década, em 1899, a prefeitura intimou a irmandade a proceder à demolição e reconstrução da torre e da fachada, devido às obras de alinhamento da rua Direita. As obras foram custeadas por Francisco Xavier Pais de Barros, o barão de Tatuí, e pelo conde de Prates, ambos residentes nas imediações do templo, ainda antes da construção do Viaduto do Chá. As obras se arrastaram por vários anos, e incluíram uma reforma geral da igreja, reinaugurada com nova fachada em estilo eclético, em 1919.[carece de fontes?]
Apesar das inúmeras reformas e intervenções realizadas ao longo dos séculos terem descaracterizado a integridade artística e arquitetônica do templo, a Igreja de Santo Antônio foi tombada pelo Conselho de Defesa do Patrimônio Histórico, Arqueológico, Artístico e Turístico do Estado de São Paulo (Condephaat) em 1970, em virtude, sobretudo, de sua importância histórica. Em 1991, um novo incêndio danificou os fundos do edifício.[carece de fontes?]

## Restauração e elementos artísticos

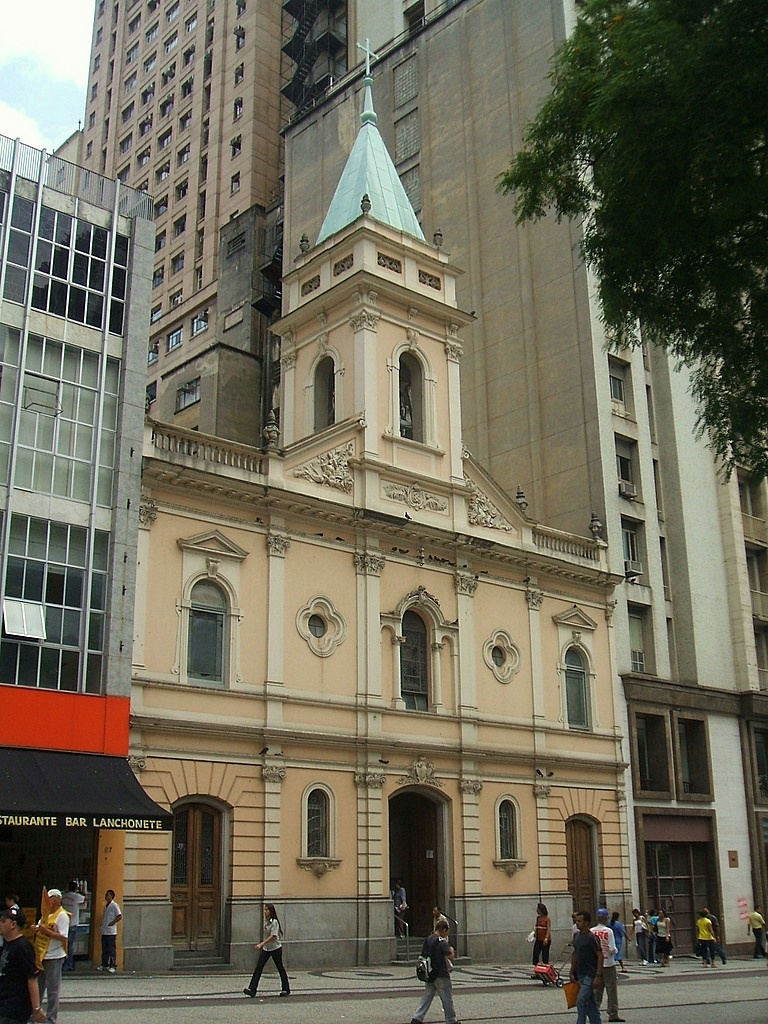
Fachada da Igreja de Santo Antônio

Conforme o passar dos anos, incontáveis reformas e ações comprometeram a estrutura arquitetônica e a integridade artística da Igreja de Santo Antônio, as quais foram apontadas como principal justificativa para o tombamento que ocorreu em 1970, pelo Condephaat (Conselho de Defesa do Patrimônio Histórico, Arqueológico, Artístico e Turístico do Estado de São Paulo), entretanto tais acontecimentos não reduziram sua importância histórica. 

No ano de 1717, a capela passa por uma restauração, comandada pelo bispo de São Paulo, Dom Bernardo Rodrigues Nogueira a fim de ampliar a capela, elevando-a categoria de igreja. Novamente do ano de 1774, a administração da igreja é dada para a irmandade Nossa Senhora do Rosário dos Homens Brancos, sendo também responsáveis pela alteração da fachada da igreja.
Em 1881, um incêndio em um edifício vizinho tomou a igreja e danificou grande parte de sua construção. Sendo assim a prefeitura obrigou a Irmandade a demolir a reconstrução da fachada.
Posteriormente a algumas averiguações realizadas no forro do altar principal, uma pintura seiscentista que suportou aos ocorridos de incêndios de 1891 (edifício vizinho que resultou em consumir uma parcela da igreja) e 1991 (o qual danificou os fundos do local), bem conservada a e com uma razoável condição técnica e artística, foi encontrada. Logo após, a mesma foi recuperada e consolidada, revelando então, características e o perfil da arte que era produzida na época dos colonos, em São Paulo, agregando valor e reforçando a importância da Igreja de Santo Antônio para a história da cidade.
Em janeiro de 2005, deram início às obras de restauração, sendo possível graças aos recursos provenientes da lei de incentivo à cultura. Ao longo desse processo, intervenções de diferentes períodos, como sobreposições de tintas e talhas foram identificadas em um dos altares, tais que mascaravam o altar em sua origem. As talhas foram retiradas, as pinturas (datadas do século 17) foram restauradas, optando-se assim, por permanecer as matizes como, vermelho, amarelo e dourado, e em suas feições barrocas.

## Sobre Santo Antônio
Santo Antonio (Santo António de Lisboa) nasceu em Lisboa, em 15 de agosto de 1195, em uma fábrica nobre e rica. Quando completou 19 anos, contra a vontade de seu pai, entrou para o Mosteiro de São Vicente dos Cônegos Regulares de Santo Agostinho. Lá, ele começa a estudar orações e religião. Possuía grande poder de pregação. Foi ordenado sacerdote aos 25 anos.
Santo Antônio também é conhecido como protetor das coisas perdidas, dos casamentos e dos pobres. É considerado o santo dos milagres, como exemplo a pregação aos peixes e graças alcançadas rogando seu nome.
Faleceu em Pádua, em 13 de junho de 1231. Por conta disso, também é conhecido como Santo Antonio de Pádua. Após sua morte, depois de tantos milagres ocorridos, foi beatificado e canonizado no ano seguinte pelo Papa Gregório IX e foi declarado Padroeiro de Portugal.
O dia de Santo Antônio é comemorado na data de sua morte, 13 de junho, nesse dia fiéis vão à sua capela para fazer seus votos nas celebrações em missa e também para pegarem o pãozinho bento, que é distribuido para aqueles que procuram paz e benção em suas vidas. Essa tradição é mantida desde o ano de 1920 até os dias atuais. 

## Oração a Santo Antônio
"Meu querido Santo Antônio dos mais carinhosos, o vosso ardente amor a Deus, as vossas sublimes virtudes e grande caridade para o próximo, vos mereceram durante a vida o poder de fazer milagres espantosos. Nada vos era impossível senão deixar de sentir compaixão pelos que necessitavam da vossa eficaz intercessão. A vós recorremos e vos imploramos que nos obtenhais a  graça especial que nesse momento pedimos. Ó bondoso e santo taumaturgo, cujo coração estava sempre cheio de simpatia pelos homens, segredai as nossas preces ao Menino Jesus, que tanto gostava de repousar nos vossos braços. Uma palavra vossa nos obterá as mercês que pedimos."